# Vela nos Jogos Olímpicos de Verão de 1964
As competições da vela nos Jogos Olímpicos de Verão de 1964 foram disputadas entre os dias 12 e 23 de outubro daquele ano na Baía de Sagami, na prefeitura de Kanagawa, no Japão. O programa de 1960 consistia num total de cinco classes (disciplinas) de vela. Para cada uma das classes do evento foram sete regatas. A navegação foi realizada nos percursos olímpicos do tipo triangular. A partida foi feita no centro de um conjunto de oito marcas numeradas que foram colocadas em um círculo. Durante o procedimento de largada, a sequência das marcas foi comunicada aos velejadores. Ao escolher a marca que estava mais contra o vento, a largada sempre poderia ser feita contra o vento.

## Local
Na sessão do Comitê Olímpico Internacional de 1959, o Japão declarou que as disputas de vela aconteceria no porto de Yokohama, como era o plano para 1940. Mais tarde, quando ficou claro que Yokohama não era adequada para a vela de nível olímpico, foi decidido que os eventos de iatismo seria realizada na costa da Ilha Enoshima, na província de Kanagawa, na baía de Sagami. Para atender às exigências de Enoshima, foi decidido construir um porto de grande escala em Enoshima para as Olimpíadas de 1964. A construção de um porto de iates na ilha foi iniciada em maio de 1961 e concluída em julho de 1964. O custo total de construção foi de US$ 6.027.778.
Um total de três áreas de corrida foram criadas na baía de Sagami. Os navios das Forças de Autodefesa Marítima do Japão apoiaram a gestão da regata e principalmente a colocação das marcas.

## Participantes

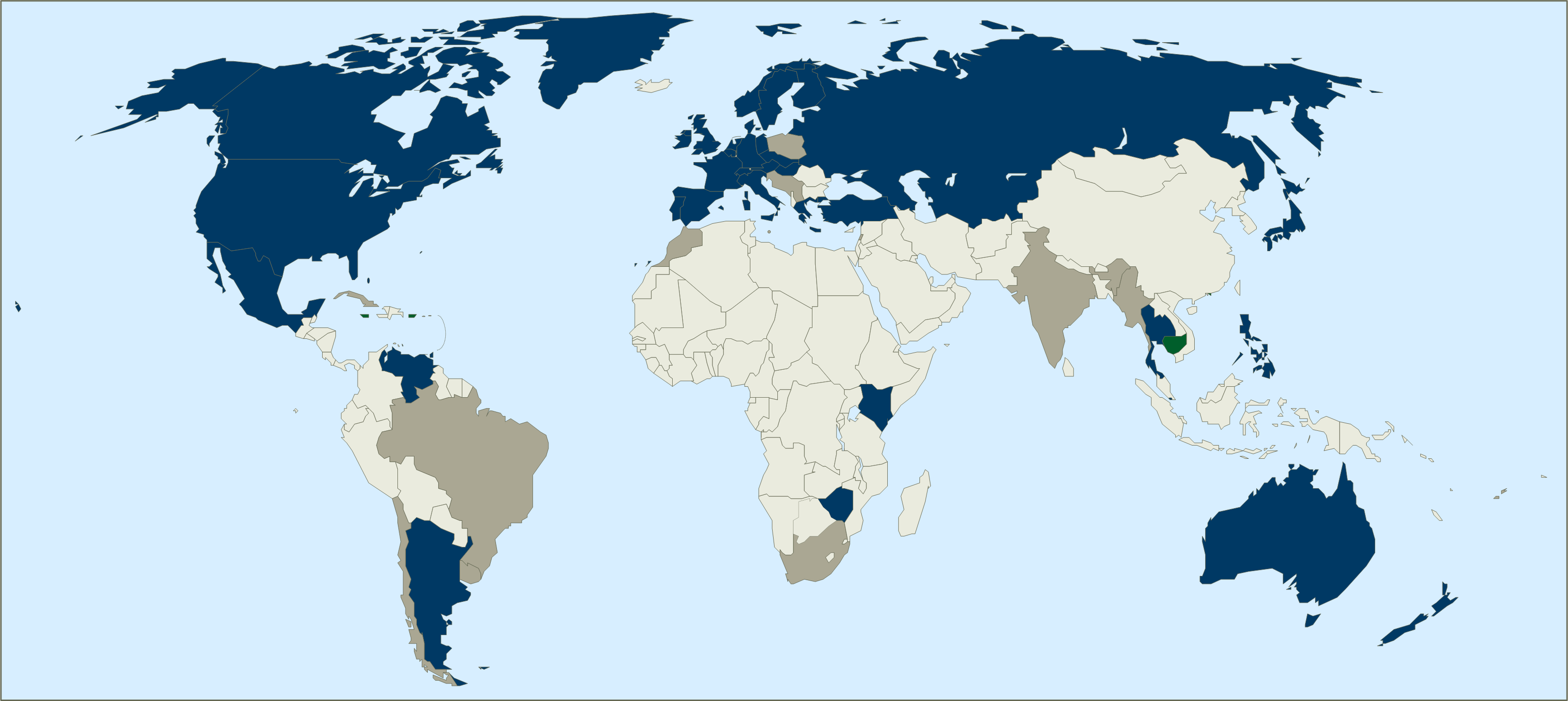
Países participantes da vela nos Jogos Olímpicos de 1964.
Países que participaram pela primeira vez.
Países que já participaram em outras edições.
Países que boicotaram o evento da vela.

- ARG Argentina
- AUS Austrália
- AUT Áustria
- BAH Bahamas
- BEL Bélgica
- BER Bermudas
- BRA Brasil
- CAM Camboja
- CAN Canadá
- TCH Checoslováquia
- DEN Dinamarca
- EUA Equipe Alemã Unida
- ESP Espanha
- USA Estados Unidos
- PHI Filipinas
- FIN Finlândia
- FRA França
- GBR Grã-Bretanha
- GRE Grécia
- HKG Hong Kong
- HUN Hungria
- IRL Irlanda
- ITA Itália
- JAM Jamaica
- JPN Japão
- MEX México
- NOR Noruega
- NZL Nova Zelândia
- NED Países Baixos
- PUR Porto Rico
- POR Portugal
- KEN Quênia
- RHO Rodésia
- SWE Suécia
- SUI Suíça
- THA Tailândia
- TRI Trinidad e Tobago
- TUR Turquia
- URS União Soviética
- VEN Venezuela

## Eventos
| Classe          | Tipo     | Local   | N.º de equipes | Primeira exibição |
| --------------- | -------- | ------- | -------------- | ----------------- |
| Finn            | bote     | Nápoles | 33             | 1952              |
| Flying Dutchman | bote     | Nápoles | 21             | 1960              |
| Star            | keelboat | Nápoles | 17             | 1932              |
| Dragon          | keelboat | Nápoles | 23             | 1948              |
| 5.5 Metre       | keelboat | Nápoles | 15             | 1952              |

## Medalhistas
| Evento                   | Ouro                                                         | Prata                                                             | Bronze                                                               |
| ------------------------ | ------------------------------------------------------------ | ----------------------------------------------------------------- | -------------------------------------------------------------------- |
| Finn detalhes            | Wilhelm Kuhweide EUA Equipe Alemã Unida                      | Peter Barrett USA Estados Unidos                                  | Henning Wind DEN Dinamarca                                           |
| Flying Dutchman detalhes | Helmer Pedersen Earle Wells NZL Nova Zelândia                | Keith Musto Tony Morgan GBR Grã-Bretanha                          | Harry Melges William Bentsen USA Estados Unidos                      |
| Star detalhes            | Durward Knowles Cecil Cooke BAH Bahamas                      | Richard Stearns Lynn Williams USA Estados Unidos                  | Pelle Pettersson Holger Sundström SWE Suécia                         |
| Dragon detalhes          | Ole Berntsen Christian von Bülow Ole Poulsen DEN Dinamarca   | Peter Ahrendt Wilfried Lorenz Ulrich Mense EUA Equipe Alemã Unida | Lowell North Richard Deaver Charles Rogers USA Estados Unidos        |
| 5.5 Metre detalhes       | William Northam Peter O'Donnell James Sargeant AUS Austrália | Lars Thörn Arne Karlsson Sture Stork SWE Suécia                   | John J. McNamara Joseph Batchelder Francis Scully USA Estados Unidos |

## Quadro de medalhas
| Ordem | País                   | Medalha de ouro | Medalha de prata | Medalha de bronze |    | Ordem por total |
| ----- | ---------------------- | --------------- | ---------------- | ----------------- | -- | --------------- |
| 1     | EUA Equipe Alemã Unida | 1               | 1                |                   | 2  | 2               |
| 2     | DEN Dinamarca          | 1               |                  | 1                 | 2  | 2               |
| 3     | AUS Austrália          | 1               |                  |                   | 1  | 5               |
| 3     | BAH Bahamas            | 1               |                  |                   | 1  | 5               |
| 3     | NZL Nova Zelândia      | 1               |                  |                   | 1  | 5               |
| 6     | USA Estados Unidos     |                 | 2                | 3                 | 5  | 1               |
| 7     | SWE Suécia             |                 | 1                | 1                 | 2  | 2               |
| 8     | GBR Grã-Bretanha       |                 | 1                |                   | 1  | 5               |
| TOTAL | TOTAL                  | 5               | 5                | 5                 | 15 | —               |